# Lijst van gemeenten in Şırnak
Onderstaande lijst bevat alle gemeenten (2000) in de Turkse provincie Şırnak.
| District    | Gemeente    |
| ----------- | ----------- |
| Beytüşşebap | Beytüşşebap |
| Beytüşşebap | Mezraa      |
| Cizre       | Cizre       |
| Güçlükonak  | Fındık      |
| Güçlükonak  | Güçlükonak  |
| İdil        | İdil        |
| İdil        | Karalar     |
| İdil        | Sırtköy     |
| Silopi      | Başverimli  |
| Silopi      | Çalışkan    |
| Silopi      | Görümlü     |
| Silopi      | Silopi      |
| Şırnak      | Balveren    |
| Şırnak      | Kasrik      |
| Şırnak      | Kumçatı     |
| Şırnak      | Şırnak      |
| Uludere     | Hilal       |
| Uludere     | Şenoba      |
| Uludere     | Uludere     |
| Uludere     | Uzungeçit   |